# Družinska medicina
Družinska medicina pomeni primarno zdravstveno varstvo vseh članov družine ne glede na spol, starost ali zdravstveni problem.
Zadnja, splošno sprejeta opredelitev iz leta 2002 pravi, da je družinska medicina akademska in znanstvena veda, s svojo lastno izobraževalno vsebino, z raziskavami, z dokazi podprto klinično dejavnostjo in s klinično specialnostjo, ki je usmerjena v osnovno zdravstveno varstvo.